# Куп СР Југославије у рагбију 2001.
Куп СР Југославије у рагбију 2001. је било 9. издање Купа Савезне Републике Југославије у рагбију. 
Трофеј је освојио Дорћол.
| Освајач купа Југославије у рагбију 2001. |
| ---------------------------------------- |
| Дорћол 1. трофеј                         |